# Семейство Джетсън
„Семейство Джетсън“ (на английски: The Jetsons) е американски анимационен сериал на компанията Хана-Барбера. Първоначално е излъчен само за един сезон през 1962–1963, но впоследствие е толкова популярен, че 22 години по-късно е подновен за още 51 епизода.

## Актьорски състав и екип (1985–1987)
| Актьор           | Роля |
| ---------------- | --- |
| Джордж О'Ханлън  | Джордж Джетсън |
| Пени Сингълтън   | Джейн Джетсън |
| Доус Бътлър      | Елрой Джетсън Г-н Когсуел Хенри Орбит |
| Джанет Уолдо     | Джуди Джетсън |
| Дон Месик        | Астро и Руди |
| Джийн Вандър Пил | Роузи и Г-жа Спейсли |
| Мел Бланк        | Космо Спейсли |
| Франк Уелкър     | Орбити |
| Дик Бийлс        | Артър Спейсли |
| Други гласове    | Боб Арбогаст Рене Обержоноа Гей Отерсън Джоун Гърбър Джаред Баркли Майкъл Бел Грег Бъргър Сюзан Блу Ърл Боуен Хауърд Морис Фостър Брукс Чък Маккан Франк Нелсън Нанси Картрайт Уилям Уудсън Джери Декстър Роб Полсън Джун Форей Би Джей Уорд |

| Пост                     | Име                                      |
| ------------------------ | ---------------------------------------- |
| Обработка                | Хана-Барбера                             |
| Изпълнителни продуценти  | Уилям Хана Джоузеф Барбера Джейн Барбера |
| Режисьор на озвучаването | Гордън Хънт                              |
| Кастинг                  | Андрея Романо                            |
| Творчески ръководител    | Крис Зимерман                            |

## „Семейство Джетсън“ В България
В България е издаден на видеокасета от Мулти Видео Център през 1995 г. Съдържа епизодите „Среща с Джет Скриймър“, „Роботът Роузи“, „Костюм за летене“ и „Пристигането на Астро“. Екипът се състои от:
| Превод                       | Ирина Димитрова                                                 |
| Редактор Режисьор на дублажа | Йордан Андонов                                                  |
| Тонрежисьор                  | Добромир Чочов                                                  |
| Озвучаващи артисти           | Венета Зюмбюлева Наталия Бардская Сава Пиперов Любомир Младенов |

На 4 октомври 2009 г. „Семейство Джетсън: Филмът“ от 1990 г. е излъчен по Нова телевизия. Екипът се състои от:
| Преводач             | Лидия Иванова                                                                                  |
| Озвучаващи артисти   | Силвия Русинова Анна Петрова Милена Живкова Светозар Кокаланов Иван Танев Георги Георгиев-Гого |
| Режисьор на дублажа  | Ралица Ботева                                                                                  |
| Техническа обработка | Арс Диджитал Студио                                                                            |
| Тонрежисьор          | Михаил Михайлов                                                                                |